# Liste der Baudenkmäler in Gädheim
Auf dieser Seite sind die Baudenkmäler in der unterfränkischen Gemeinde Gädheim zusammengestellt. Diese Tabelle ist eine Teilliste der Liste der Baudenkmäler in Bayern. Grundlage ist die Bayerische Denkmalliste, die auf Basis des Bayerischen Denkmalschutzgesetzes vom 1. Oktober 1973 erstmals erstellt wurde und seither durch das Bayerische Landesamt für Denkmalpflege geführt wird. Die folgenden Angaben ersetzen nicht die rechtsverbindliche Auskunft der Denkmalschutzbehörde.
 Diese Liste gibt den Fortschreibungsstand vom 15. April 2020 wieder und enthält 30 Baudenkmäler.

## Baudenkmäler nach Ortsteilen

### Gädheim
| Lage                      | Objekt                                                          | Beschreibung | Akten-Nr.              | Bild           |
| ------------------------- | --------------------------------------------------------------- | --- | ---------------------- | -------------- |
| Dorfstraße 2 (Standort)   | Bildstock                                                       | Säule auf Inschriftsockel, Aufsatz mit Marienkrönung, Sandstein, spätbarock, 1788                                                                                         | D-6-74-139-2 Wikidata  | weitere Bilder |
| Dorfstraße 3a (Standort)  | Wohnhaus, ehemaliges Rathaus                                    | Zweigeschossiger und traufständiger Halbwalmdachbau mit vorschießendem Fachwerkobergeschoss, bezeichnet „1709“                                                            | D-6-74-139-1 Wikidata  | weitere Bilder |
| Dorfstraße 24 (Standort)  | Katholische Pfarrkirche St. Mariä Himmelfahrt und St. Sebastian | Saalbau mit Satteldach und eingezogenem Chor, Chorturm und Giebelfassade, Hausteingliederungen, spätbarock, 1768–1769; mit Ausstattung (s. a. Bodendenkmal D-6-5928-0067) | D-6-74-139-3 Wikidata  | weitere Bilder |
| Dorfstraße 24 (Standort)  | Friedhof mit Friedhofsmauer                                     | Naturstein, wohl barock | D-6-74-139-3 Wikidata  | weitere Bilder |
| Dorfstraße 24 (Standort)  | Friedhof, Friedhofskreuz                                        | Um 1880 | D-6-74-139-3 Wikidata  | weitere Bilder |
| Dorfstraße 24 (Standort)  | Grabmal                                                         | Grabmal Kurt Kollmann (gest. 1900), stehender Christus vor Ädikula, Sandstein, von Robert Cauer, 1902                                                                     | D-6-74-139-3 Wikidata  | weitere Bilder |
| Hauptstraße 1a (Standort) | Bildstock                                                       | Säule auf Inschriftsockel, Aufsatz mit seitlichen Voluten, mit Kreuzigung, Sandstein, frühklassizistisch, 1790                                                            | D-6-74-139-4 Wikidata  | Bildstock      |
| Pfarrgasse 9 (Standort)   | Wohnhaus, ehemaliges Pfarrhaus                                  | Zweigeschossiger Halbwalmdachbau mit Fachwerkobergeschoss, um 1800, über Kern des 17. Jahrhunderts                                                                        | D-6-74-139-29 Wikidata | weitere Bilder |
| Pfarrgasse 9 (Standort)   | Zugehörige Pfarrscheune                                         | Halbwalmdachbau aus Natursteinmauerwerk mit Eckverstärkungen, um 1800 | D-6-74-139-29 Wikidata | weitere Bilder |
| Sportplatzweg (Standort)  | Kreuzschlepper                                                  | Sandstein, um 1810 | D-6-74-139-5 Wikidata  | weitere Bilder |

### Greßhausen
| Lage                                                                          | Objekt                       | Beschreibung | Akten-Nr.              | Bild           |
| ----------------------------------------------------------------------------- | ---------------------------- | --- | ---------------------- | -------------- |
| Esbach; südlich Ortsausgang (Standort)                                        | Bildstock                    | Polygonalschaft auf Inschriftsockel, Aufsatz mit Beweinung, Sandstein, neugotisch, bezeichnet „1859“ | D-6-74-139-13 Wikidata | Bildstock      |
| Greßhausen 16; östlicher Ortsausgang Richtung Buch (Standort)                 | Wegkreuz                     | Dreinageltypus auf Inschriftsockel, Sandstein, neugotisch, 1872 | D-6-74-139-19 Wikidata | Wegkreuz       |
| Greßhausen 22 (Standort)                                                      | Hofanlage, Dreiseithof       | Zweigeschossiges und giebelständiges Satteldachhaus, Quaderbau mit Hausteingliederungen, spätklassizistisch, zweite Hälfte 19. Jahrhundert | D-6-74-139-6 Wikidata  | weitere Bilder |
| Greßhausen 22 (Standort)                                                      | Hofanlage, Nebengebäude      | Zur Straße giebelständiger und zweigeschossiger Satteldachbau aus Sandsteinquadern, daran Fachwerkscheune mit Unterstand, Diagonalfachwerk, um 1860/70                                                                                              | D-6-74-139-6 Wikidata  | weitere Bilder |
| Greßhausen 22 (Standort)                                                      | Hofanlage, Portal            | Mit Blendmaßwerk, Sandstein, neugotisch, bezeichnet „1891“ | D-6-74-139-6 Wikidata  | weitere Bilder |
| Greßhausen 26 (Standort)                                                      | Wohnhaus                     | Eingeschossiger und giebelständiger Satteldach mit Fachwerkgiebel, 19./20. Jahrhundert | D-6-74-139-7 Wikidata  | weitere Bilder |
| Greßhausen 26 (Standort)                                                      | Hofmauer mit Pfeilern        | Gebälk und Aufsätzen, Sandstein, spätklassizistisch, bezeichnet „1859“ | D-6-74-139-7 Wikidata  | weitere Bilder |
| Hügeläcker; Feldweg nach Wagenhausen (Standort)                               | Wegkreuz                     | Dreinageltypus auf Inschriftsockel, Sandstein, neugotisch, 1874 | D-6-74-139-20 Wikidata | Wegkreuz       |
| In Greßhausen, bei Haus Nummer 24 (Standort)                                  | Wegkreuz                     | Dreinageltypus auf Inschriftsockel, Sandstein, klassizistisch, bezeichnet „1848“ | D-6-74-139-10 Wikidata | Wegkreuz       |
| In Greßhausen; vor Haus Nummer 10 (Standort)                                  | Bildstock                    | Gefaster Pfeiler auf Inschriftsockel, Tabernakelaufsatz mit Beweinung, Noli-me-tangere, Dreifaltigkeit und 14 Nothelfern, Sandstein, neugotisch, um 1865/1880                                                                                       | D-6-74-139-12 Wikidata | Bildstock      |
| In Greßhausen (Standort)                                                      | Friedhofskreuz               | Dreinageltypus mit Maria und Johannes auf Inschriftsockel, Sandstein, historistisch, 1900 | D-6-74-139-9 Wikidata  | Friedhofskreuz |
| In Greßhausen; Buchergasse; Kreuzung Ortsmitte, bei Haus Nummer 16 (Standort) | Bildstock                    | Gefaster Schaft auf Inschriftsockel, Aufsatz mit Marienkrönung, Sandstein, bezeichnet „1832“ | D-6-74-139-11 Wikidata | Bildstock      |
| In Greßhausen, nördlich des Dorfes bei Trafostation (Standort)                | Wegkreuz                     | Dreinageltypus auf Inschriften, neugotisch, Sandstein, 1912 | D-6-74-139-17 Wikidata | Wegkreuz       |
| Kirchgasse 4 (Standort)                                                       | St. Jakob und Maria vom Sieg | Katholische Filial- und Wallfahrtskirche, Saalbau mit Satteldach und Giebelfassade, Hausteingliederungen, Chorturm mit Spitzhelm, nachgotisch, 16./17. Jahrhundert, Langhaus klassistisch, 1823; mit Ausstattung (s. a. Bodendenkmal D-6-5928-0069) | D-6-74-139-8 Wikidata  | weitere Bilder |
| Thereser Straße; südlich des Dorfes (Standort)                                | Bildstock                    | Gefaster Pfeiler auf Inschriftsockel, Aufsatz mit Beweinung und 14 Nothelfern, Sandstein, neugotisch, 1849 | D-6-74-139-14 Wikidata | Bildstock      |
| Thereser Straße; südlich des Dorfes (Standort)                                | Bildstock                    | Gefaster Schaft mit Tabernakelaufsatz, mit Inschriften, Kreuzigung und heiliger Petrus, Sandstein, barock, 1662 | D-6-74-139-15 Wikidata | Bildstock      |
| Thereser Straße; südlich des Dorfes am Waldrand (Standort)                    | Wegkreuz                     | Dreinageltypus auf Inschriftsockel, Sandstein, klassizistisch, bezeichnet „1833“ | D-6-74-139-16 Wikidata | Wegkreuz       |
| Waldsachsner Leite; am Feldweg nach Waldsachsen (Standort)                    | Wegkreuz                     | Dreinageltypus und Statue der trauernden Maria auf Inschriftsockel, klassizistisch, bezeichnet „1849“ | D-6-74-139-18 Wikidata | Wegkreuz       |

### Ottendorf
| Lage                                                                                             | Objekt                            | Beschreibung | Akten-Nr.              | Bild           |
| ------------------------------------------------------------------------------------------------ | --------------------------------- | --- | ---------------------- | -------------- |
| Am Berg 4 (Standort)                                                                             | Wohnhaus                          | Eingeschossiger und giebelständiger Halbwalmdachbau mit profilierten Fensterrahmen, Ende 18. Jahrhundert                                                                                               | D-6-74-139-21 Wikidata | Wohnhaus       |
| Am Berg 6 (Standort)                                                                             | Hoftor                            | Sandsteinpfeiler mit Blendmaßwerk, Sandstein, neugotisch, bezeichnet „1860“ | D-6-74-139-30 Wikidata | weitere Bilder |
| Am Berg; Am Weiher; Lindenplatz; Lindenstraße; Wagenhausener Weg, Nordende des Dorfes (Standort) | Bildstock                         | Reliefierter Schaft auf gebauchtem Sockel, Aufsatz mit Kreuzigung, Hl. Familie und Gutem Hirten, Sandstein, spätbarock, bezeichnet „1798“                                                              | D-6-74-139-27 Wikidata | Bildstock      |
| Am Berg; Am Weiher; Lindenplatz; Lindenstraße; Wagenhausener Weg, vor Haus 6 a (Standort)        | Bildstock                         | Säule auf Inschriftsockel, Aufsatz mit Marienkrönung, Sandstein, klassizistisch, bezeichnet „1835“ | D-6-74-139-26 Wikidata | weitere Bilder |
| Am Berg; Am Weiher; Lindenstraße; Wagenhausener Weg; Lindenplatz (Standort)                      | Dorf- oder Tanzlinde              | Zwei Bäume mit Stützpfeilern des 18. Jahrhunderts (modern ersetzt); als „Türkenlinde“ 1683 gepflanzt                                                                                                   | D-6-74-139-23 Wikidata | weitere Bilder |
| Kreisstraße HAS 1; Nähe Mönchshang, an der Straße zur B 26 (Standort)                            | Wegkreuz                          | Dreinageltypus mit Standbild der trauernden Maria, Sandstein, klassizistisch, bezeichnet „1840“ | D-6-74-139-28 Wikidata | Wegkreuz       |
| Lindenplatz 4, neben der Kirche (Standort)                                                       | Friedhofskreuz                    | Dreinageltypus auf Inschriftsockel, Sandstein, historistisch, bezeichnet „1856“ | D-6-74-139-24 Wikidata | Friedhofskreuz |
| Lindenplatz 4 (Standort)                                                                         | Katholische Filialkirche St Jodok | Saalbau mit Sattel- und Walmdach, Chorturm mit Spitzhelm, 15.–17. Jahrhundert, Erweiterungsbau bezeichnet „1816“ und „1927“; mit Ausstattung, 1927 von J. A. Rüppel (s. a. Bodendenkmal D-6-5928-0071) | D-6-74-139-22 Wikidata | weitere Bilder |
| Lindenplatz 10; gegenüber der Dorflinde (Standort)                                               | Bildstock                         | Achtkantiger Pfeiler auf Inschriftsockel, Aufsatz mit Beweinung und heiligem Georg, Sandstein, neugotisch, 1869                                                                                        | D-6-74-139-25 Wikidata | Bildstock      |